# Фос ла Вил
Фос ла Вил (на френски: Fosses-la-Ville) е град в Южна Белгия, окръг Намюр на провинция Намюр. Населението му е около 9300 души (2006).